# Edward Hatch
Edward Hatch (Bangor, 22 dicembre 1832 – Fort Robinson, 11 aprile 1889) è stato un generale statunitense.

## Biografia
Hatch, figlio di Nathaniel e di sua moglie Elizabeth Scott Hatch, nacque a Bangor, nel Maine, e studiò alla Norwich Military Academy nel Vermont.
Nel 1858 si trasferì a Muscatine, nello Iowa, dove si impegnò nella costruzione di un'industria per il taglio e la lavorazione dei legnami.
Si offrì poi volontario al fianco dell'Union Army con lo scoppio della guerra civile americana, organizzando il 2º reggimento di cavalleria dello Iowa, e divenendone maggiore nell'agosto del 1861. Alcune settimane dopo ottenne la nomina a tenente colonnello. Nel giugno del 1862 alla promozione del colonnello Washington L. Elliott al grado di brigadiere generale, divenne colonnello del suo reggimento.
Prestò servizio sotto il comando del generale Ulysses S. Grant nel sud. Dopo aver comandato la divisione di cavalleria dell'Armata del Tennessee, venne nominato brigadiere generale nella primavera del 1864. Il suo valore sul campo gli fruttò la promozione a maggiore generale sul finire del 1864.
Dopo la guerra, si trasferì dai volontari all'esercito regolare, ottenendo il grado di colonnello del 9º reggimento di cavalleria nel 1866. Succedette al generale Gordon Granger come comandante del distretto militare del Nuovo Messico nel 1876, negoziando un trattato con gli indiani Ute nel 1880, e divenendo noto per la difesa dei diritti di questi ultimi.
Morì a Fort Robinson, nel Nebraska, l'11 aprile 1889 e venne sepolto nel Fort Leavenworth National Cemetery di Fort Leavenworth, Kansas.